# Burkhardt Gorissen
Burkhardt Gorissen, né en 1958, est un journaliste, écrivain, essayiste et dramaturge allemand.

## Biographie
Il fut invité à intégrer la franc-maçonnerie allemande dans la Grande Loge des anciens maçons libres et acceptés d'Allemagne. Plusieurs années après il reçut le 32° degré maçonnique du Rite écossais ancien et accepté. Il renonça ensuite à la maçonnerie et la dénonça dans son livre Ich war Freimaurer (J'étais franc-maçon). Son histoire est comparable à celles de Jim Shaw et de John Salza aux États-Unis, et à celle de Maurice Caillet en France. Il se déclare désormais catholique.

## Œuvres
Théâtre
- Vorabend Wieder

Essais
- Timon und der Löwenstern, Pixi, Nr. 1119, Hamburg 2001,  (ISBN 3-551-05731-1)
- Freimaurerei - Fragen und Antworten, Bonn 2001[6],[7]
- Pia spielt Flöte, Pixi, Nr. 1157, Hamburg 2002,  (ISBN 3-551-05735-4)
- Ich war Freimaurer, St. Ulrich Verlag, Augsburg 2009,  (ISBN 978-3-86744-107-0)

Nouvelle
- Teufels Brüder, St. Ulrich Verlag, Augsburg 2011,  (ISBN 978-3-86744-199-5) (roman historique du temps de la réforme)
- Der Viehhändler von Dülken, KBV-Verlag, Hillesheim 2014,  (ISBN 978-3-95441-189-4)